# Metacarinina
Metacarinina es un género de foraminífero bentónico considerado un sinónimo posterior de Laticarinina de la subfamilia Discorbinellinae, de la familia Discorbinellidae, de la superfamilia Discorbinelloidea, del suborden Rotaliina y del orden Rotaliida. Su especie tipo era Metacarinina inferillata. Su rango cronoestratigráfico abarcaba el Holoceno.

## Clasificación
Metacarinina incluye a la siguiente especie:
- Metacarinina inferillata

Otras especies consideradas en Metacarinina son:
- Metacarinina charlesensis †, de posición genérica incierta
- Metacarinina chathamensis †, de posición genérica incierta
- Metacarinina hoodensis †, de posición genérica incierta